# Frederik Paludan-Müller

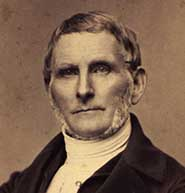
Frederik Paludan-Müller

Frederik Paludan-Müller (Kerteminde, 7 febbraio 1809 – Copenaghen, 27 dicembre 1876) è stato un poeta danese.

## Biografia
Frederik Paludan-Müller, figlio di un ecclesiastico, divenne presto orfano di madre che morì pazza. Si iscrisse alla facoltà di legge dell'Università Copenaghen nel 1828 ed entrò nella cerchia di Heiberg, insieme ad Andersen e a Kierkegaard. Risentì degli influssi degli scritti di lord Byron, in particolare nelle opere giovanili La danzatrice (1832) e Amore e Psiche (1834). La sua opera d'esordio è stato Grido alla Polonia (1831), rivolto alla nazione che si era allora ribellata alla dominazione russa, subendo una repressione feroce.
Ha scritto anche drammi di sapore romantico, come Principe e paggio, Avventura nel bosco e L'Elio e la Rosa; la commedia Amore a Corte e racconti in versi, ispirati a Bayron, come La fuga di Zuleima, Beatrice, Lo schiavo e La vestale. Nel 1838, uscito da una grave malattia, sposò una sua lontana parente, una ragazza molto pia, e la sua esistenza subì una svolta di tipo religioso. Con la moglie si recò in Italia. Scrisse il poemetto Venere, per illustrare la vittoria della ragione sui sensi e iniziò la lunga stesura di Adam Homo. Compose Titone (1844), Le nozze della Driade (1844) e La morte di Abele (1845).
Il suo capolavoro, Adam Homo, in tre volumi, composti fra il 1841 e il 1848 e costituiti da oltre 20 000 versi, è ricco di spunti autobiografici e racconta la storia di un uomo che conquista il mondo e perde se stessoː un simbolo vivace dello sgretolamento degli ideali romantici, uno specchio della società del suo tempo, maturato dopo lunghi viaggi in giro per l'Europa, soprattutto in Italia.

## Opere principali
- Danserinden - La danzatrice, poemetto, 1832.
- Amor og Psyche - Amore e Psiche, dramma in versi di mitologia, 1834.
- Adam Homo - Adam Homo, poema allegorico, 1841-1848.
- Adonis - Adone, dramma mitologico, 1874.
- Ivan Likkes historie - Storia di Ivan il fortunato, romanzo in tre volumi, 1866-1873.